# سيمون لافي
سيمون لافي (بالإنجليزية: Simon Levy)‏ هو كاتب مسرحي ومخرج أمريكي، ولد في 12 مايو 1949 في أمستردام في هولندا.

## وصلات خارجية
- الموقع الرسمي
- سيمون لافي على موقع IMDb (الإنجليزية)